# Vampyrellida
A Vampyrellida az Endomyxa törzs szabadon élő amőbákból álló csoportja. A többi amőbától szabálytalan sejtalakja különbözteti meg, mely hajlamos egyesülni és elválni a plazmódiumos élőlényekhez hasonlóan, valamint a táplálékot emésztő cisztaszakasszal rendelkező életciklusuk. Kozmopoliták, megtalálhatók tengerben, brakkban, édesvízben és talajban is. Számos mikroorganizmus fontos ragadozója – algákat, gombákat és állatokat is eszik. Nevezik még Aconchulinidának is.

## Sejtmorfológia és -mozgás
Hagyományosan fonalas (filopódiumképző) amőbákként sorolták be. Csupaszok, külső szerkezet, például pikkely, állandó burok vagy glikokalix nélkül, de trofozoitaállapotában időleges nyálkaburka lehet. Trofozoitái fajonként változó alakúak, színűek és méretűek, de 3 morfotípusba (izodiametrikus, tágult vagy „filoflabellált”) sorolhatók.
- Izodiametrikus: az algivor Vampyrella és Lateromyxa esetén gyakori, filopódiumai kisugároznak. Egyes fajai a vízben lebegnek, így napállatka alakúak, mások a felszínen mozognak merev filopódiumai előre gyűjtésével, felszínhez csatolásával, visszahúzásával és hátramozgatásával.[3]
- Tágult: felszínhez rögzült, számos alakkal (például legyező alakú vagy elágazó (Leptophrys), nagy üveges lamellákkal és szálas filopódiumokkal (Sericomyxa) vagy erősen elágazó és hálós (Platyreta, Thalassomyxa).[3]
- Filoflabellált: csak a Placopusban található, lapos ellipszoid, gömb vagy legyező alakú sejtekkel, granuloplazmás kiemelkedésük és hialoplazmás lamelláik (lamellipódium) láthatóan elkülönülnek. Számos filopódium van a ventrális oldalon. Egyes trofozoiták hasonlítanak az Amoebozoára, például a Vannellidae tagjaira a filopódiumok jelenlététől eltekintve. A szubsztráthoz rögzült filopódiumokon át haladnak.[3]

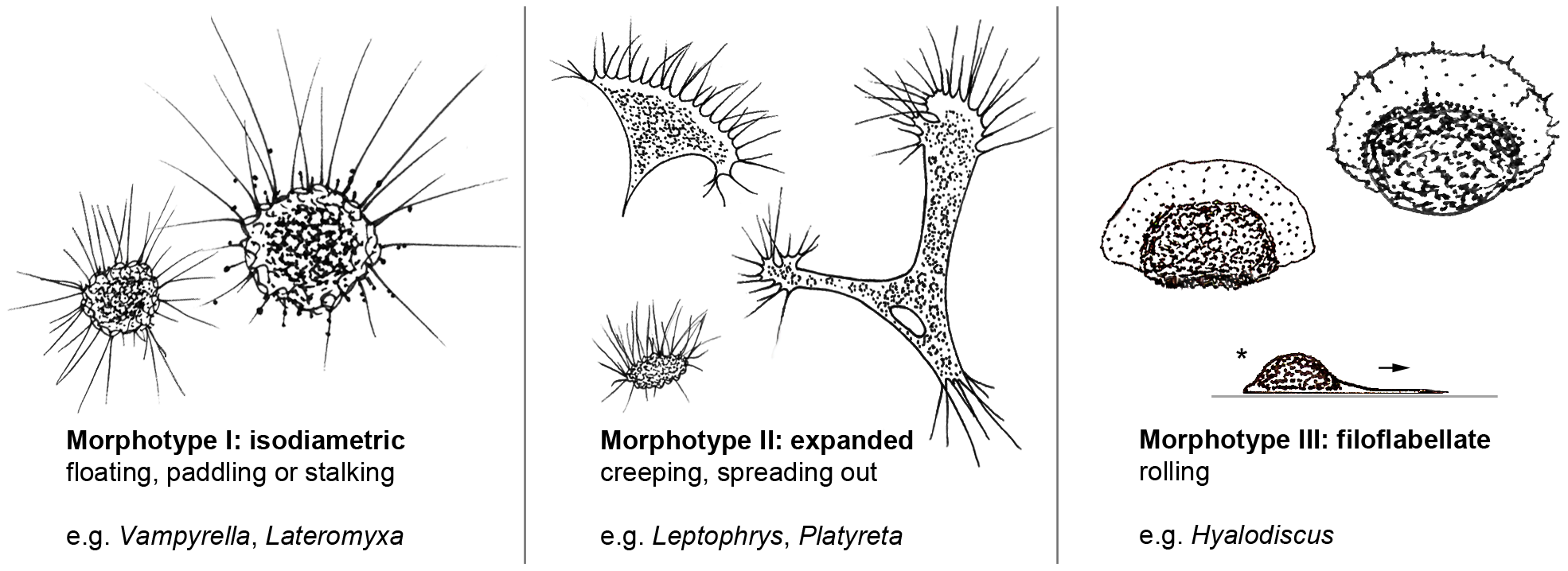
A Vampyrellida morfotípusai

## Életciklus

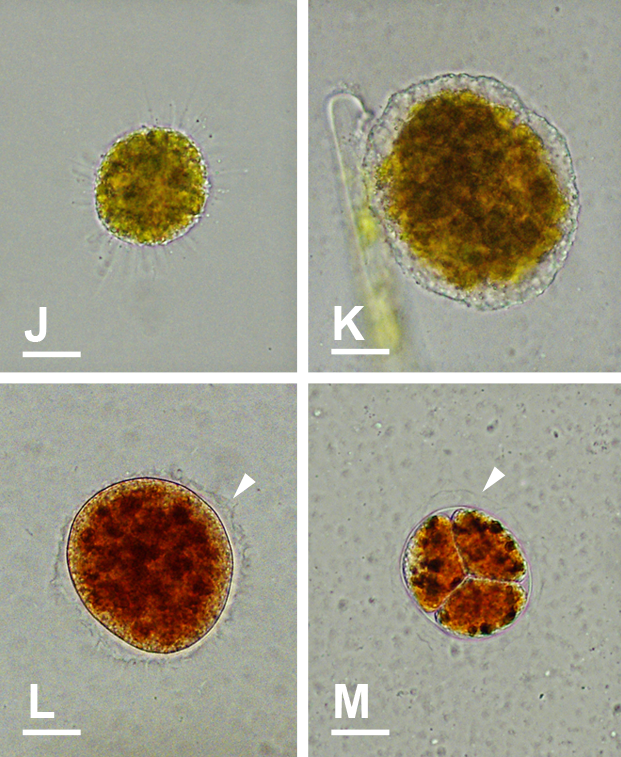
Mozgó sejt táplálkozás után (J), korai (K) és érett (L) emésztőcisztáival; ciszta kezdeti plazmotómia utáni leánysejtekkel (M)

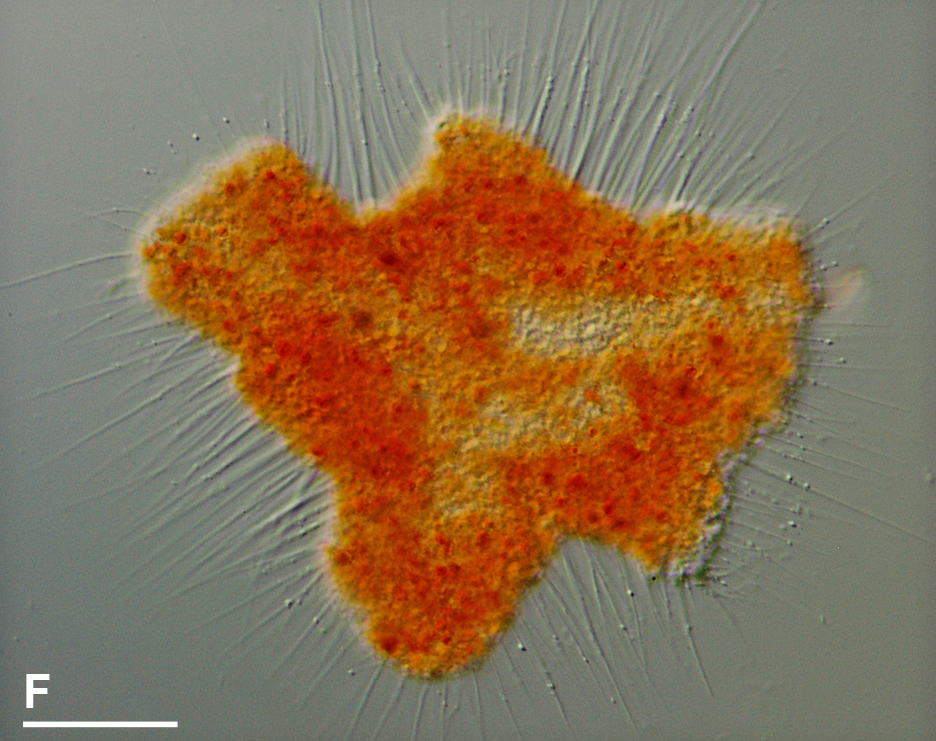
Nagy Vampyrella lateritia-plazmódium

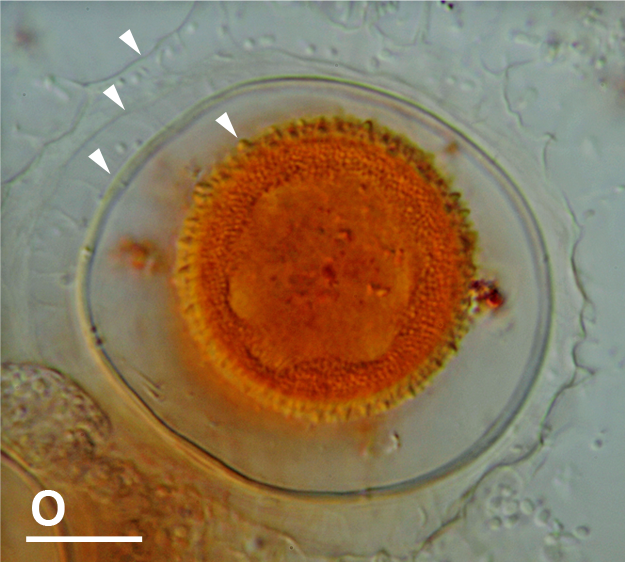
Vampyrella lateritia-ciszta 4 burokkal

### Táplálkozási szakaszok
A Vampyrellida minden ismert tagja heterotróf szabadon élő amőba ostoros szakasz nélkül (a Lateromyxa gallica kivételével) és mozgó és helytülő állapotok közt váltakozik:
- A mozgó, amőboid sejtek, a trofozoiták fő célja a szétszóródás és a táplálék keresése és fagocitózissal való begyűjtése.[3]
- A mozdulatlan, de metabolikusan erősen aktív „emésztőciszta”-állapot táplálkozás után jelenik meg. Ezt egyes fajokban „nyugalmi állapotnak” nevezik, de eltér a kedvezőtlen körülmények közt kialakuló metabolikusan inaktív nyugvó cisztától vagy spórától. Ezen állapothoz a trofozoita visszahúzza filopódiumait, réteges sejtfalat szekretál, és erősen rögzíti magát a szubsztráthoz, vagy szabadon lebeg. Egy központi fő vakuólum vagy több önálló vakuólum megjelenik a táplálék megemésztéséhez. A citoplazma világos vörös, narancssárga vagy sárga lehet, esetleg színtelen maradhat. E fázis végén egy vagy több trofozoita alakul ki a cisztából a sejtfal nyílásai révén.[3]

### Szaporodás
Egyes fajok emésztőciszta-szakasza végén belső plazmotómiával történik az ivartalan szaporodás, 2–4 utódsejtet adva. Ezek fiatal trofozoitaként szabadulnak fel a lyukakon keresztül. Más fajok nem a zárt cisztában osztódnak, hanem a cisztaállapot vége után (külső plazmotómia). A Lateromyxa gallica máshogy szaporodik: az algasejtek belsejéből táplálkozva a plazmódiumok vedlenek, és emésztőcisztává fejlődnek.
Nem ismert a Vampyrellidában ivaros szaporodás, csak néhány nyugvó ciszta meiotikus állapota ismert ultraszerkezeti tanulmányok alapján a Lateromyxa gallica fajban.

### Plazmódiumviselkedés
Számos Vampyrellida-fajnak 1-nél több sejtmagja van, és plazmódiumként viselkedik. Sejtjeik érintkezéskor egyesülhetnek, ellentétes irányú mozgáskor kettéválhatnak. Egyes fajok akár Petri-csésze méretű plazmódiumokat is alkothatnak laboratóriumban, míg mások csak elég nagy sejtsűrűség és elég kevés táplálék esetén egyesülnek. Nem ismert ennek oka a természetes környezetben. A Placopus-fajok ritkán rendelkeznek 2-nél több maggal.

### Nyugalmi állapotok
Kedvezőtlen körülmények közt a Vampyrellida több nyugalmi állapotba alakulhatnak:
- Hipnociszták: vékony falúak, táplálék nélkül, a trofozoita külső stressz általi zavarásakor jönnek létre.[3]
- Szekunder ciszták: vékony falúak, táplálék nélkül, éhezés hatására alakulnak ki.[3]
- Valódi nyugalmi ciszták (régi irodalomban sporociszták vagy spórák): természetes és régi mintákban jönnek létre táplálékhiány vagy kedvezőtlen körülmények esetén. Több cisztafalat alkotnak és sűrűsödik sejttartalmuk. Legalább 3 évig képesek túlélni a dehidratációt vagy a fagyasztást.[3]

## Ökológia

### Elterjedés
Kozmopoliták: minden tengeri ökoszisztémában és az Antarktisz kivételével minden kontinensen megtalálhatók. Számos tengeri, brakk- és édesvízi élőhelyen megtalálhatók, és gyakoriak a talajban. Tengeri ökoszisztémájuk különösen nagy diverzitású, és általában bentikus élőhelyeken vannak (dagály által hátrahagyott tavakban, kovamoszatok közt, vörösmoszatokkal együtt stb.) Jelentős pozitív korreláció van a Vampyrellida-diverzitás és az üledék tápanyagmennyisége közt. Környezeti DNS szekvenálása alapján a neotropikus talajban, gleccser-kriokonitrendszerekben, káposztafélék levelein, Sphagnum által lakott tőzeglápokon hidrotermális üledékekben és mélytengerben is élnek.

### Trofikus diverzitás

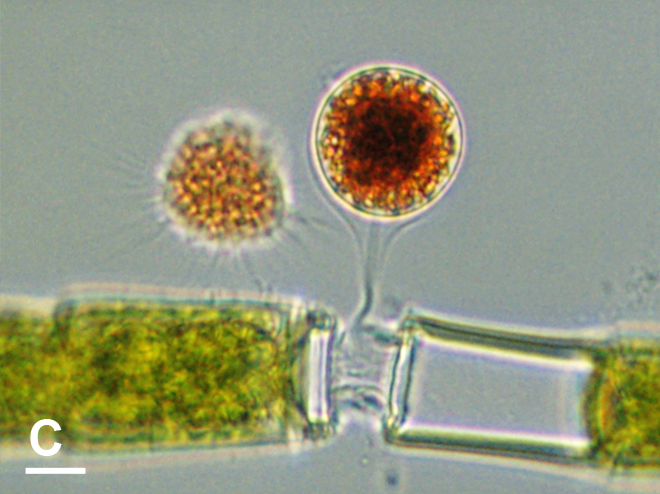
Vampyrella pendula-trofozoita (balra) és -emésztőciszta (jobbra) Oedogonium-fonálon

A Vampyrellida jelentős trofikus diverzitást mutat. Számos különböző evolúciós kapcsolattal, mérettel és szerkezettel rendelkező élőlényt eszik, például valódi zöldmoszatokat, a Streptophyta csoportba tartozó zöldmoszatokat, kovamoszatokat, sárgamoszatokat, Cryptophyta-tagokat, ostoros moszatokat, heterotróf ostorosokat, csillóscisztákat, hifákat, gombaspórákat, élesztőgombákat és kis állatokat, például fonalférgeket és kerekesférgek petéit. A bakterivoria ritka, és általában fonalas cianobaktériumokat érint. Bár vannak generalista omnivor predátorok, például a Leptophrys, egyes Vampyrellida-fajok specializáltak, például az algivor Vampyrella és Placopus néhány kemény falú zöldmoszatra specializálódott, míg az Arachnomyxa és a Planctomyxa a Volvocalest és az ostoros moszatokat kedveli.

### Táplálkozási stratégiák

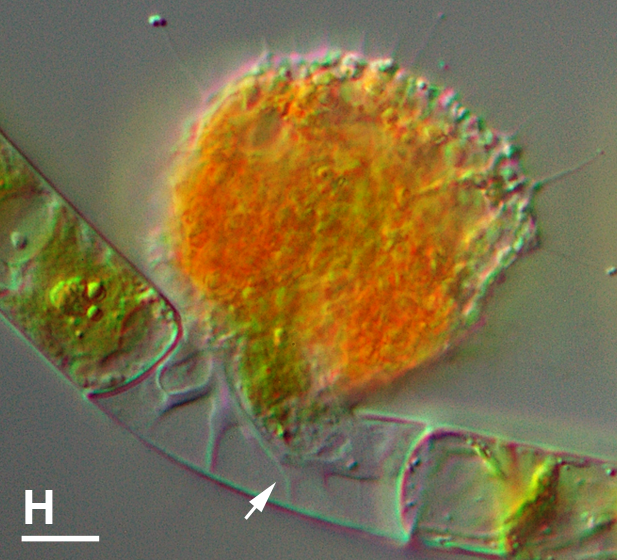
Állábán keresztül egy alga tartalmát ürítő Vampyrella laterata

A Vampyrellida a viszonylag nagy, nehezen fogyasztható zsákmánnyal szemben különböző stratégiákat használ. Legalább 5 különböző stratégiával kebelez be teljes zsákmányt vagy más eukarióta sejtek tartalmát. Ezek egymást nem zárják ki, és egyazon faj eltérő zsákmány esetén eltérő stratégiát mutathat:
- Szabad befogás: Más szupercsoportok amőbáihoz hasonlóan egy emésztő űröcskébe zárják zsákmányukat fagocitózissal. Egyes tagok előbb a zsákmányt megbénítják. Ennek mérete változhat egyszerre néhány kis sejttől teljes fonalférgekig vagy kolóniaképző zöldmoszatokig.[3]
- Kolóniainvázió: A Volvocales-kolóniákhoz tapadva lebontják és áttörik a nyálkamátrixukat, és egyesével bekebelezik a sejteket. Feltehetően predátoraik elleni védekezésként a kolóniában emésztő cisztákká alakulnak.[3]
- A leggyakoribb a protoplasztkivonás. Ebben specifikusan eltávolítják, bekebelezik és lebontják zsákmányuk tartalmát, ez mindig a szerves sejtfal lebontásával vagy a szilikáttartalmú fal átmozdításával és kalikulopódiumokkal való invázióval történik, mely révén eltávolítják a sejt tartalmát. Egyes fajok a zsákmány citoplazmáját plazmoptízissel távolítják el, ezt nagy vakuólum gyors keletkezése követi. Ez egy szívómozgáshoz hasonlít, és valószínűleg a vámpírokkal való összehasonlítás oka. Tengeri fajokban nincs plazmoptízis, vagyis a sótartalom által meghatározott ozmózisnyomás fontos lehet hozzá.[3]
- Zsákmányba jutás: A protoplasztkivonáshoz hasonlóan a zsákmány sejtfalát perforálja, de a sejtbe kerül, és a ciklus ott ér véget. Egyes fajok fonalas zsákmányban egyik sejtről a másikra mehetnek. Kisebb részekre osztódnak, melyek emésztő cisztákká alakulnak.[3]
- Belső protoplaszt kivonása sejtfalkibocsátással: 2024-ben fedezték fel a Strigomyxa ruptorban. Ekkor először bekebelezi a sejtet, majd kettétöri, majd a sejtfal két felét kibocsátó űröcskébe helyezi, az így távozik a sejtből.[13]

## Történet

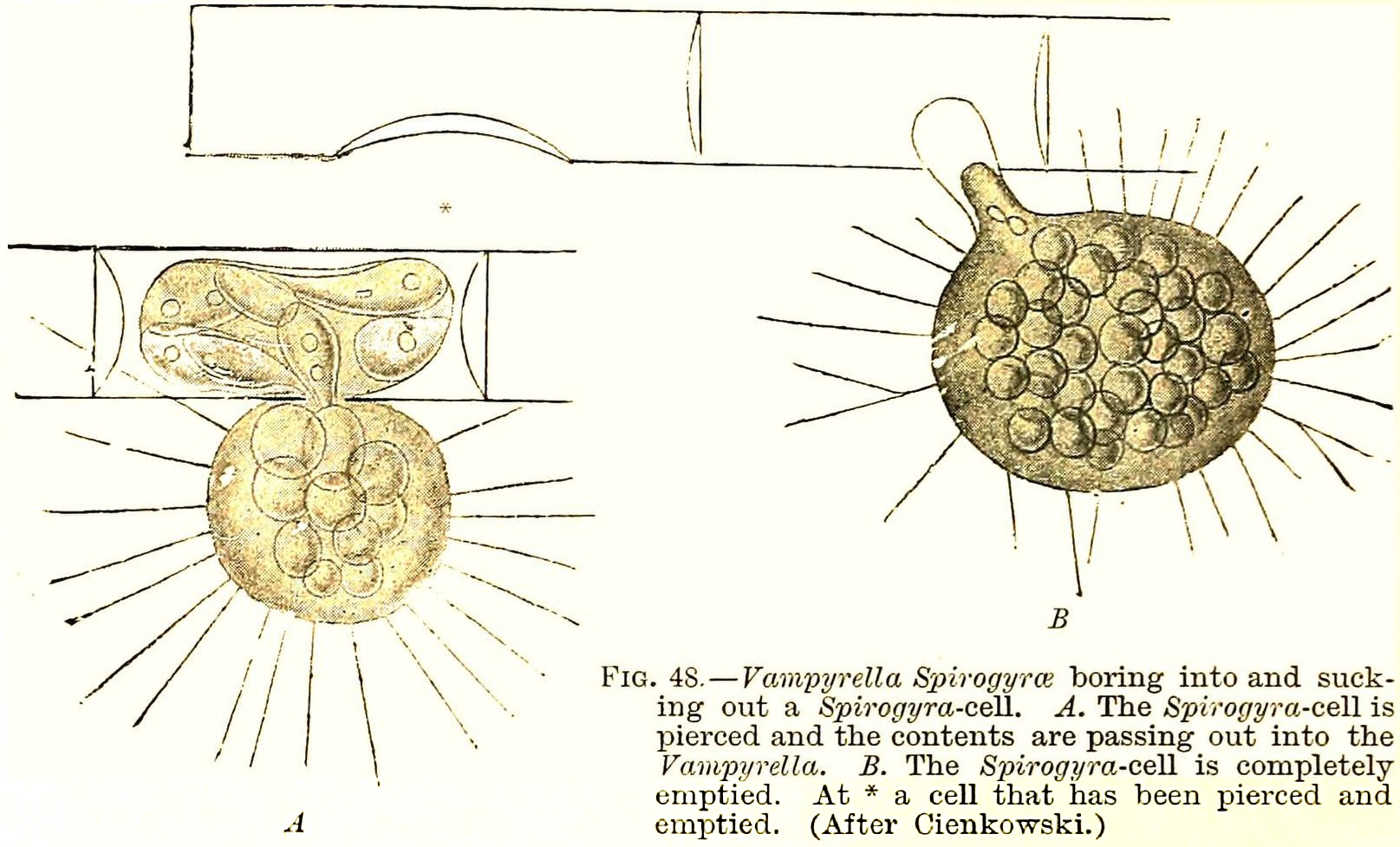
Spirogyra-fajt támadó Vampyrella illusztrációja, 1899

A Vampyrellidát hosszú ideje kutatták. Számos fajuk vámpírszerű táplálkozásáról ismertek, melyek más eukarióták sejtfalát szúrják át tartalmuk kinyeréséért. E hasonlóság adta a Vampyrella nemzetség nevét is.
Az egyik első egyértelmű beszámoló egy Vampyrellida-fajról az Amoeba lateritia (ma Vampyrella lateritia) leírása a német Georg Fresenius által. Életciklusuk és táplálkozásuk első részletes leírását 1865-ben írta meg a lengyel Leon Cienkowski, aki a Vampyrella nemzetséget létrehozta és azt a „Monada” – parazitoid protiszták polifiletikus csoportjának – alcsoportjaként sorolta be Későbbi munkák és monográfiák számos további vízi Vampyrellida-fajt írtak le viselkedésük és ökológiájuk számos fontos megfigyeléseivel. 1885-ben a német Friedrich Wilhelm Zopf kimutatta a sejtmag jelenlétét a Vampyrellidában és létrehozta a Vampyrellidae családot.
A 20. század közepén fedezték fel az első talajlakó Vampyrellida-tagokat, és ekkor jelent meg az első laboratóriumi Vampyrellida-tenyészet, benne a fonálférgekkel táplálkozó Theratomyxa weberivel. Hasonló talajlakó amőbákat izoláltak később, és a növénypatogén fonálférgek irtására való használhatóságukat vizsgálták. Más tanulmányok nagy talajlakó Vampyrellida-tag felelősségét mutatták ki gombaspóra-perforációk megjelenésében.
Az 1980-as évek elején az édesvízi algivor Vampyrella lateritia életciklusáról és táplálkozási módjáról filmfelvétel készült. 1994-ben a nagy plazmodiális Thalassomyxa nemzetséget távoli tengervízben fedezték fel.
A genetikai elemzések előtt nehezen volt elhelyezhető a Vampyrellida: tekintették nyálkagombák, napállatkák, a Proteomyxida, a Filosa és a Monera rokonainak. 2009-ben a 18S riboszomális RNS génjeinek filogenetikája alapján megoldódott a kérdés, ezek alapján a Vampyrellida a Rhizaria része. Egy 2012-es taxonómia átrendezte a Vampyrellida rendet. 2013-ban jelentős váratlan tengeri Vampyrellida-diverzitást észleltek.

## Evolúció és rendszertan

### Külső kapcsolatok
A Vampyrellida a szabadon élő amőbák egyik nagy, a többi amőbacsoporttól (például Amoebozoa, Heterolobosea és Nucleariidae) elkülönülő csoportja, a Rhizaria egyik izolált kládja. A velük ellentétben ostoros állapotokon átmenő, aktív életük nagy részét gazdasejtben töltő növény- és algaparazita Phytomyxea legközelebbi rokona. A jelenlegi besorolások mindkét csoportot – más, kis Rhizaria-csoportokhoz hasonlóan – az Endomyxa törzsbe sorolnak. Néhány filogenetikai elemzés a Vampyrellidát a Phytomyxea testvércsoportjának tekintette, e klád neve Proteomyxia vagy Phytorhiza.

### Belső besorolás
Jelenleg 48 elismert Vampyrellida-faj van 10 nemzetségben 5 genetikai alapon elismert kládban, ezekből 4 család. Az előrehaladás ellenére a Vampyrellida nagy része ismeretlen vagy leíratlan.
- Family Vampyrellidae Zopf 1885 emend. Hess, Sausen et Melkonian 2012[2]
  - Vampyrella Cienkowski 1865 (19 faj)
- Family Leptophryidae Hess, Sausen et Melkonian 2012[2]
  - Arachnomyxa Hess 2017 (1 faj)
  - Leptophrys Hertwig et Lesser 1874 (3 faj)
  - Planctomyxa Hess 2017 (1 faj)
  - Platyreta Cavalier-Smith et Bass 2008 (1 faj)
  - Pseudovampyrella Suthaus et Hess 2023 (2 faj)[29]
  - Theratromyxa Zwillenberg 1952 (1 faj)
  - Vernalophrys Gong et al. 2015 (1 faj)
- Family Placopodidae Jahn 1928 = Hyalodiscidae Poche 1913 = B3 ág
  - Placopus Schulze 1875 = Hyalodiscus[* 1] Hertwig et Lesser 1874 (6 faj)
- Familia Sericomyxidae More, Simpson et Hess 2021
  - Sericomyxa More, Simpson et Hess 2021 (1 faj)
- 'Thalassomyxa klád = B5
  - Thalassomyxa Grell 1985 (3 faj)
- Valószínűleg a Vampyrellida nemzetségei, de nincs hozzájuk genetikai adat, így helyzetük ismeretlen:
  - Arachnula Cienkowski 1856 (2 faj)
  - Asterocaelum Canter 1973 (1 faj)
  - Gobiella Cienkowski 1881 (2 faj)
  - Lateromyxa Hülsmann 1993 (1 faj)
  - Monadopsis Klein 1993 (1 faj)
  - Penardia Cash 1904 (2 faj)

Az alábbi taxonokat összefüggésbe hozták a Vampyrellidával, de helyzetük ismeretlen, vagy nem a csoport tagjai.
- Hyalodiscus angelovica Sawyer 1975
- Hyalodiscus caeruleus Schaeffer 1926
- Hyalodiscus foliaceus Lepsi 1931
- Hyalodiscus korotnewi Mereschovsky 1879
- Hyalodiscus macronucleus Lepsi 1931
- Hyalodiscus minimus Lepsi 1960
- Hyalodiscus placopus Hülssmann 1974 [not Paragocevia placopus (Page et Willumsen 1980) Page 1987]
- Hyalodiscus simplex Wohlfarth-Bottermann 1977
- Vampyrella chaetoceratis (Paulsen 1910) Ostenfeld 1913 [Apodinium chaetoceratis Paulsen 1910; Paulsenella chaetoceratis (Paulsen 1910) Chatton 1920]
- Vampyrella labyrinthuloides (Archer 1875) Valkanov 1940 [Chlamydomyxa labyrinthuloides Archer 1875]
- Vampyrella montana (Lankester 1896) Valkanov 1940 [Chlamydomyxa montana Lankester 1896]
- Vampyrellidium perforans Surek et Melkonian 1980 (Nucleariida)
- Vampyrellidium vagans Zopf 1885 (Nucleariida)
- Vampyrellidium roseus (Trichense 1885) Schepotieff 1912 [Protogenes roseus Trichense 1885]
- Vampyrina buetschlii Frenzel 1897

## Fordítás
Ez a szócikk részben vagy egészben  a   Vampyrellida című angol Wikipédia-szócikk ezen változatának fordításán alapul.  Az eredeti cikk szerkesztőit annak laptörténete sorolja fel. Ez a jelzés csupán a megfogalmazás eredetét és a szerzői jogokat jelzi, nem szolgál a cikkben szereplő információk forrásmegjelöléseként.